# Vomitoxina
|  | Per a altres significats, vegeu «Desoxinivalenol». |

La vomitoxina, també coneguda com a deoxinivalenol, en anglès: deoxynivalenol (DON), és un tricotecè de tipus B, epoxi sesquiterpenoide. Consisteix en una micotoxina que es presenta predominantment en grans de cereals com el blat, l'ordi, la civada, el sègol, i la dacsa, i menys sovint a l'arròs, el sorgo, i el triticale. La presència del deoxinivalenol està associada principalment amb els fongs Fusarium graminearum (Gibberella zeae) i Fusarium culmorum, tots dos fitopatògens importants que causen malalties en les plantes.
La distribució geogràfica de Fusarium graminearum i de F. culmorum està relacionada amb la temperatura, ja que per exemple, F. graminearum és més comú en els climes més càlids. El deoxinivalenol ha estat implicat en incidents de micotoxicosi tant en humans com en animals de granja.
Comparada amb altres micotoxines tricotecenes que es poden formar en els grans dels cereals i els farratges, la vomitoxina és relativament lleu, ja que el seu únic i principal símptoma que es dona en quasi tots els animals de granja o humans que la ingereixin és la reducció de la gana (anorèxia) i l'alentiment del seu rendiment. Tot i això, aquesta toxina pot tenir altres efectes més greus en aquell organisme al que arribi.En els aliments humans, no se sap que la vomitoxina sigui un carcinogen com sí que ho és l'aflatoxina. La Food and Drug Administration dels Estats Units ha establert un nivell d'una part per milió (ppm) com a restrictiva en contingut de vomitoxina. En animals de companyia, gats i gossos, la restricció s'ha establert en 5 ppm en els pinsos. En animals de ramaderia, les restriccions són de 10 ppm en els pinsos per a l'aviram i els remugants de carn, mentre que en vaques lleteres la restricció és de 2 ppm.

## Biosíntesi de vomitoxina

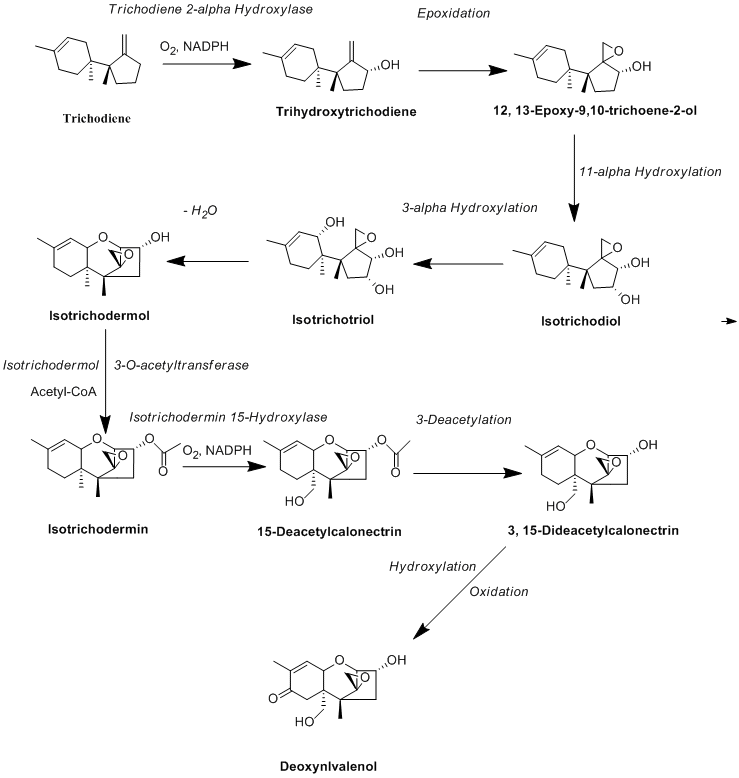
Biosíntesi de la vomitoxina

Per obtenir el DON, es parteix d'un tricodiè el qual, amb una hidroxilasa especial, es transforma en un trihidroxitricodiè. Seguidament, i mitjançant una epoxidació, el trihidroxitricodiè es converteix en un 12,13-epoxi-9,10-tricoen-2-ol, per més tard tornar a modificar-se fins a ser un isotricodiol amb una hidroxilació. Aquest compost, patirà un altre cop una hidroxilació i quan això passi, se li extraurà una aigua fent que el que quedi sigui un isotricodermol. Amb una transferasa, s'afegirà un acetil-coA a aquesta molècula i més tard amb, una hidroxilasa nova, s'obté un 15-deacetilcalonetrin. Es produirà una desacetilació i sorgirà un 3,15-dideacetilcalonectrin, el qual, mitjançant una hidroxilació i una oxidació, es transformarà en la vomitoxina o DON que és el producte final.

### Fusarium graminearumiFusarium culmorum

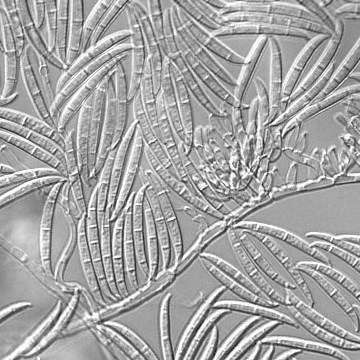
Fusarium graminearum

Fusarium és un gran gènere del regne dels fongs que comprèn espècies que destaquen sobretot per ser filamentoses, estar relacionades amb plantes i trobar-se àmpliament distribuïts en els sòls. Moltes espècies d'aquest grup són sapròfites, però tot i això F. graminearum i F. culmorum destaquenn per ser patògenes per a les plantes amb què es relacionen i una de les principals micotoxines que secreten contra la planta que infecten és la vomitoxina.

#### Fase patogènica en les plantes
Quan un conidi salpicat per la pluja o una ascòspora moguda per el vent d'aquests fongs arriba a les parts més vulnerables d'una planta, tenen capacitat d'infecció i formen apressoris que els serveixen per poder resistir i fixar-se sobre la planta i haustoris que li permeten penetrar el teixit de la planta per començar la infecció. Quan el fong entra en els espais intracel·lulars es comporta de forma hemibiotròfica, i en aquesta fase es detecta una baixa concentració de vomitoxina, però arriba un punt en què el fong actua de forma necrotròfica i és aleshores que necessita generar aquesta toxina, juntament amb altres factors que l'ajuden a escapar de les defenses de la planta per poder arribar-ne als raquis.
En aquests llocs de les plantes el fong es pot seguir desenvolupant i va envaint teixits de forma que al final acaba causant danys a la planta i pot formar noves estructures de reproducció en les quals es formaran les espores que tancaran el cicle, ja que seran les que podran tornar a infectar a una nova planta per acció ambiental, com, per exemple, amb el moviment per l'aire o amb ajuda d'aigua.
Tot i això, la vomitoxina no és del tot essencial en totes les interaccions de Fusarium graminearum amb les plantes, ja que per exemple, en el cas de l'ordi i l'arròs aquesta toxina no té gaire implicació com a factor d'invasió en la planta encara que al final de la parasitosi també es trobi una alta càrrega la toxina.

#### Factors abiòtics que influeixen

##### pH
Tot i que no es té gaire clar com afecta el pH en una infecció causada per aquestes espècies de Fusarium, se sap que a un pH extracel·lular baix hi ha un augment en la producció de tricotecè i, per tant, indirectament de vomitoxina. L'expressió dels gens Tri, que són uns dels principals gens que participen en la producció d'aquesta micotoxina, està regulada per un factor de transcripció a valors àcids de pH, encara que la regulació en pH que sigui neutre o bàsic no està clara. Tot i això, és gaire difícil establir uns resultats concrets sobre els efectes del pH enfront de la toxina dins d'un context fisiològic, ja que no se'n té suficient informació.

##### Disponibilitat d'aigua i temperatura
Aquests dos factors determinen que hi hagi una concentració alta  baixa de la vomitoxina indirectament ja quees podrà saber si hi ha hagut molt de creixement de Fusarium graminearum o no, especialment durant el període d'emmagatzematge dels grans dels cereals després de les collites. Quan hi ha una alta disponibilitat d'aigua, en els cereals que ja estiguin contaminats i recollits hi haurà una major producció de vomitoxina, que també augmentarà si si els grans es mantenen a una temperatura d'incubació de 15 °C a 30 °C.

##### Llum
Tot i que els fongs no necessiten directament la llum per fer la fotosíntesi i nodrir-se com en el cas de les plantes, el seumetabolisme secundari depèn en certa part d'aquest factor. Els fongs tenen un complex proteic anomenat velvet que està relacionat amb el canvi de fase sexual a asexual i també intervenen en la regulació dels gens Tri que participen en la producció de tricotecens com és el cas de la micotoxina DON.

## Toxicitat
Sent la vomitoxina un agent tòxic per plantes, animals i éssers humans, s'han realitzat diversos estudis sobre la seva capacitat tòxica. Per a aquests estudis s'han utilitzat diferents models, com per exemple models animals, a partir dels quals es va poder determinar que aquesta podia arribar a causar problemes en la salut. L'Organització de les Nacions Unides per a l'Agricultura i l'Alimentació (FAO) ha fixat una dosi diària tolerable que correspon a 1μg de vomitoxina / kg de pes corporal.

### Immunotoxicitat

Estructura d'una immunoglobulina. Una immunoglobulina de tipus Aconstarà de dues immunoglobulines unides mitjançant una cadena de tipus J i un component secretor.
1. Lloc d'unió l'antigen.
2. Part variable.
3. Part constant.

Com en el cas d'altres toxines, la vomitoxina pot alterar la resposta immunitària de l'hoste. El Comitè Científic de l'Alimentació  (SCF, de l'anglès Scientific Committee on Food) va designar que diversos experiments fets amb animals van demostrar els efectes sobre el sistema immunitari, sobretot sobre la immunoglobulina. Hi ha indicis que la immunitat humoral i cel·lular es troben suprimides, és a dir, hi ha una major susceptibilitat a les malalties infeccioses. Segons el Comité Mixt FAO-OMS d'Experts dels Additius Alimentaris (JECFA, de l'anglès Joint FAO/WHO Expert Committee on Food Additives), els resultats dels estudis d’immunotoxicitat en ratolins i porcs indicaven que dosis baixes de vomitoxina augmenten el nivell d'immunoglobulina A (IgA) a la sang. Tanmateix, no hi ha dades per tal de poder determinar el llindar de la nefropatia per IgA. La majoria dels estudis mecànics sobre els punts finals immunitaris del ratolí i porcs no eren adequats per obtenir una dosi sense efecte advers observable (NOAEL, de l'anglès no observed adverse effect level). Es van fer diversos estudis in vivo (ingesta de dieta contaminada) en animals d’experimentació i també diversos estudis in vivo en què es va treballar amb cèl·lules immunitàries humanes, ja que aquestes podien arriba a ser bastant importants per a la caracterització de la perillositat d’aquesta toxina.
Amb tots aquests estudis es va poder concloure: a) la vomitoxina té un gran impacte en la resposta immunitària (estudis fets en rosegadors i animals de granja indicaven que, en ingerir aquesta toxina, es produeix un augment de la immunoglobulina A, però aquest augment no estava associat amb la nefropatia); b) en estudis de dosis elevades, la vomitoxina va estimular una resposta inflamatòria en ratolins (produeix un augment de TNF-α i IL-1-β en dosis molt baixes); c) els efectes de la vomitoxina sobre la resposta immunitària condueixen a una major susceptibilitat a malalties infeccioses, i d) després d’una exposició a 3-Ac-DON i 15-Ac-DON en ratolins, es va observar una resposta inflamatòria, a diferència de la vomitoxinA-3-glucòsid, en què la seva resposta va ser quasi inexistent.

### Neurotoxicitat
Ni l’SCF ni el JECFA no van poder determinar efectes neurotòxics adequats per poder caracteritzar els possibles perills que podia causar aquesta micotoxina. La conclusió del JECFA va ser que la reducció del consum d’aliments i l'augment de vòmits observat després de subministrar vomitoxina podien estar relacionats amb l’augment de l'activitat serotoninèrgica central.

### Genotoxicitat
L'SCF va avaluar la genotoxicitat de la vomitoxina i va concloure que el DON no presentava cap tipus d'activitat mutagènica ni en bacteris ni en cèl·lules de mamífers. Tampoc provocava la síntesi no programada del DNA en hepatòcits primaris de rata. Es va observar que millorava la transformació a les cèl·lules embrionàries del ratolí i que, a més a més, inhibia la síntesi de les proteïnes que es trobaven a les cèl·lules d’ovari del hàmster xinès in vitro. La JECFA va concloure que la vomitoxina és un agent genotòxic degut a la presència d'aberracions cromosòmiques tant in vitro com in vivo, encara que aquests resultats observats in vitro es van considerar equívocs, ja que la majoria dels estudis de les aberracions cromosòmiques consistien en GAPS.
A partir dels estudis fets es va poder confirmar: a) la vomitoxina és genotòxica in vitro i les dades disponibles sobre la genotoxicitat de la vomitoxina in vivo no eren concloents; b) l'evidència disponible suggereix que l'estrès oxidatiu pot estar implicat en la genotoxicitat, en lloc d’una interacció directa de la vomitoxina amb l’ADN (per exemple, la formació d’adductes); c) la 3-Ac-vomitoxina estava inactiva en un assaig de mutació bacteriana i no es van reconèixer dades de genotoxicitat in vitro per a 15-Ac-vomitoxina ni per a vomitoxina-3-glucòsid, i d) no hi ha estudis de genotoxicitat in vivo sobre 3-Ac-DON, 15-Ac-DON i DON-3-glucòsid.

### Carcinogenicitat
L'Agència Internacional de Recerca sobre el Càncer (IARC, de l'anglès International Agency for Research on Cancer) va determinar que la vomitoxina no és classificable pel que fa a la seva carcinogenicitat en els humans. En un estudi disponible d’alimentació a llarg termini, no es va trobar cap augment de la freqüència d'aparició de tumors ni cap altre signe d’efecte cancerigen, i per tant, no hi ha indicis de possibilitats d’aparició de càncer causat per la vomitoxina. A més a més, un estudi del JECFA, va concloure que els ratolins van presentar menys tumors al fetge, sobretot en els ratolins mascles tractats que no pas en els control. Per tant, el Comité va concloure que això era degut al baix pes corporal dels animals en qüestió. Tampoc es va observar alguna diferència significativa en la incidència de tumors en ratolins femelles.

## Exposició alimentària
La vomitoxina és una micotoxina que normalment es troba als cereals, fins i tot, abans de la seva collita, quan les espigues (encara a la flor) s'infesten per determinades espècies de Fusarium, com F. graminearum i F. culmorum. Aquests dos fongs són patògens bastant importants de les plantes. S'ha pogut detectar en diferents productes derivats dels cereals, encara que les concentracions d'aquesta micotoxina són baixes en aquells productes que estan sense processar.
Depenent de les condicions climàtiques es podrà donar lloc a la formació de la vomitoxina o no, motiu pel qual és aconsellable fer controls de forma continuda en les collites ja que aquesta toxina està sotmesa a importants variacions entre diferents regions geogràfiques i d'any en any.

### Aliments en què es pot trobar
Les micotoxines es troben en diferents aliments. De forma general, arriben a noves collites a través de cultius que ja estan contaminats i que són de consum humà i animal, com el pinso, encara que algunes d’aquestes toxines fúngiques es formen durant el cultiu. Un cop s’han generat aquestes toxines ja no hi ha tornada enrere, ja que no es poden erradicar.

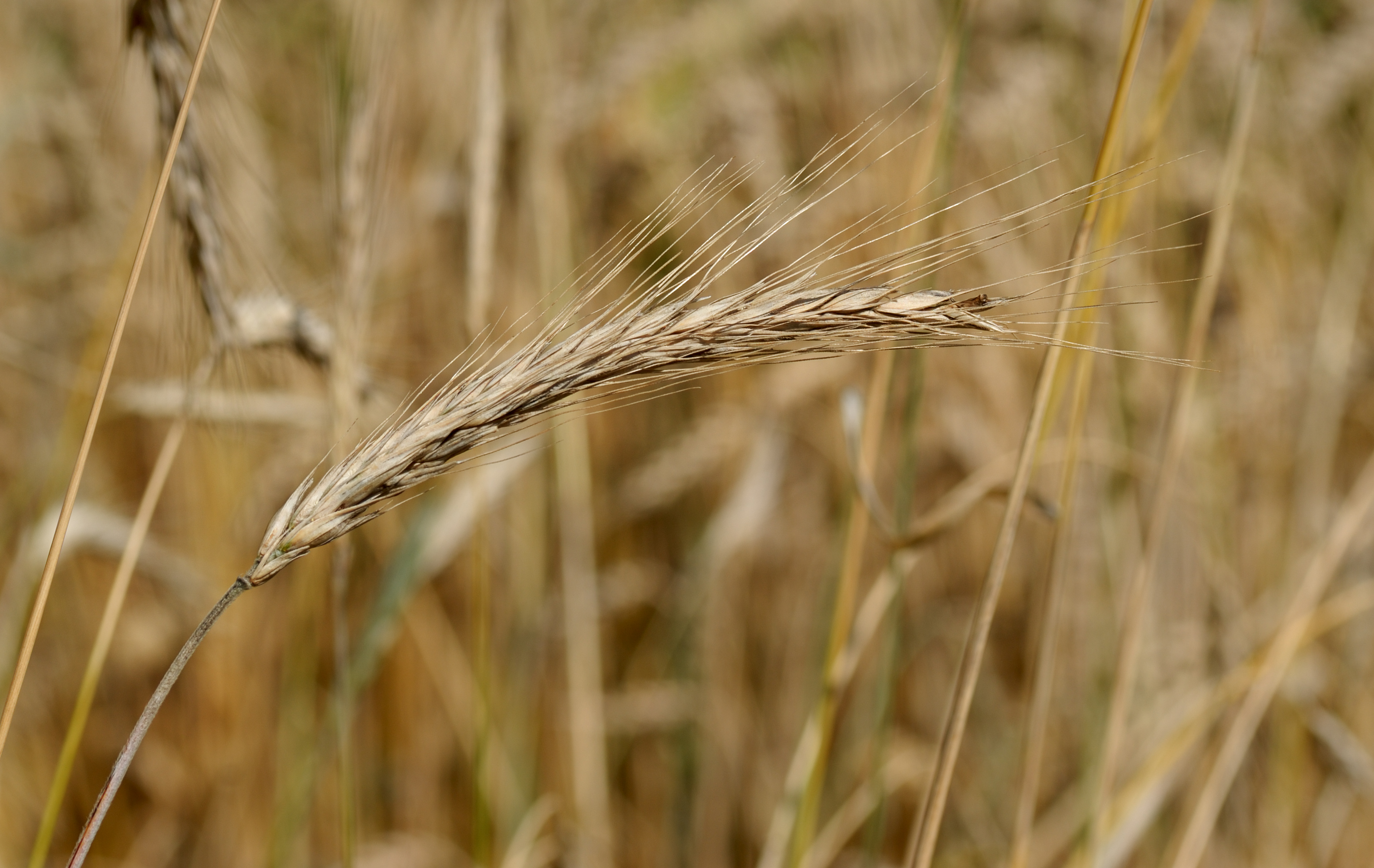
Sègol (Secale cereale)

És probable trobar aquesta toxina en el blat de moro (el més afectat), el sègol, la  civada, en productes derivats dels cereals i en olis de llavors. Es poden trobar de forma, directa, a través dels aliments sense processar o processats que provenen de cultius que contenen micotoxines o de forma indirecta, a través d’aliments de procedència animal que hagin consumit pinsos contaminats.

## Legislació
Els límits màxims de vomitoxina es troben recollits al Reglament (CE) Nº 1881/2006 de la Comissió de 19 de desembre de 2006, pel qual es fixa el contingut màxim de determinats contaminants als productes alimentaris.
A més, la Recomanació 2006/583/CE de la Comissió, conté principis generals per a la prevenció i la reducció de la contaminació amb toxines de Fusarium (zearalenona, fumonisines i tricotecens) als cereals i els productes a base de cereals, que s'han de posar en pràctica mitjançant l'elaboració de codis nacionals de pràctiques basats en aquests principis.
També existeix el Reglament (CE) Nº 401/2006 de la Comissió del 23 de febrer del 2006 on s'estableixen els mètodes de mostreig i anàlisis pel control oficial del contingut de micotoxines en productes alimentaris.
A més, la Unió Europea va publicar una Recomanació de la Comissió 2006/576/CE del 17 d'agost del 2006 sobre la presència de deoxinivalenol, zearalenona, ocratoxina A, toxina T-2 i HT-2 i fumonisines en productes destinats a l'alimentació animal.
Hi ha una modificació que està inscrita a la Recomanació (UE) 2016/1319 de la Comissió del 29 de juliol del 2016 en el relatiu al deoxinivalenol, zearalenona, ocratoxina A en els aliments per animals de companyia.
Com a mesures de gestió del risc, hi ha un Codi de Pràctiques d'higiene a nivell internacional al Codex Alimentarius que ajuda a disminuir la presència dels fongs productors de micotoxines en cereals, reduint, per tant, el nivell de les mateixes.

### Límits legals
En les següents taules es presenten els diferents límits legals segons el marc europeu:
| Producte                                                                      | Límit (ppm) |
| ----------------------------------------------------------------------------- | ----------- |
| Matèries primes per a pinsos                                                  |             |
| Cereals i productes a base de cereals, amb excepció dels subproductes de blat | 8           |
| Subproductes del blat                                                         | 12          |
| Pinsos complementaris i complets                                              | 5           |
| Pinsos complementaris i complets per a porcs                                  | 0,9         |
| Pinsos complementaris i complets per a vedells, bens i cabrit                 | 2           |

| Producte | Continguts màxims (μg/kg) |
| --- | ------------------------- |
| Cereals no elaborats, que no siguin blat dur i civada no elaborats                                                                        | 1250                      |
| Blat dur i civada no elaborats | 1750                      |
| Blat de moro no elaborat | 1750                      |
| Cereals destinats al consum humà directe, farina de cereals, segó com a producte final comercialitzat per al consum humà directe i germen | 750                       |
| Pasta (seca) | 750                       |
| Pa (inclosos petits productes de fleca), pastissos, galetes, aperitius de cereals i cereals per esmorzar                                  | 500                       |
| Aliments elaborats a base de cereals i aliments infantils per a lactants i nens de poca edat                                              | 200                       |

## Detecció de vomitoxina en aliments
La vomitoxina és tòxica a baixes concentracions, per aquest motiu és necessari fer servir mecanismes de detecció d'elevada sensibilitat i precisió. No obstant, no hi ha un mètode específic per la detecció de la vomitoxina en aliments però sí hi ha uns criteris establerts, els quals el mètode seleccionat ha de complir. La tècnica habitual i que ha estat acceptada com a mètode oficial és la cromatografia líquida (HPLC). També es pot utilitzar la cromatografia de capa prima (TLC), la cromatografia de gasos (GC) i l'espectrometria de masses. A més, es poden realitzar mètodes immunoquímics els quals són més ràpids, senzills i econòmics, com per exemple l'anàlisi ELISA o la columna d'immunoafinitat. No obstant, els assajos immunoquímics tenen certes limitacions ja que es poden produir reaccions creuades, generant falsos positius. De manera que, si s'utilitza algun d'aquests, cal un altre mètode de referència per confirmar els resultats positius.

### Mostreig i emmagatzematge
La vomitoxina, al igual que la resta de micotoxines, es distribueix heterogèniament per les matèries primeres, de manera que es desenvolupa en llocs aïllats d'aquestes. Per aquest motiu, és molt important triar un mètode de mostreig adequat per tal d'obtenir una mostra representativa. Els errors que es puguin donar durant aquesta fase, podrien invalidar els resultats de l'anàlisi. Els mètodes de mostreig i els criteris establerts per realitzar l'anàlisi es troben en el Reglament nº 401/2006 de la Comissió, amb les posterior modificacions afegides pel Reglament nº 519/2014.
Un cop recollides les mostres necessàries, es dipositen en un envàs estèril i de material inert per tal d'evitar la contaminació d'aquestes. Cada mostra es identificada sense ambigüitats, amb la data i lloc del mostreig. Posteriorment, les mostes s'emmagatzemen sota les condicions adequades per fer l'anàlisi. En aquest cas, les mostres són congelades per evitar el creixement de més fongs i per tant, la producció d'altres toxines. A més, degut a la distribució heterogènia de la micotoxina, les mostres s'han d'homogeneïtzar. Es trituren per tal d'obtenir submostres més petites i es barregen amb solvents orgànics per realitzar l'extracció de la vomitoxina. Després, es pot portar a terme una purificació d'aquesta submostra per eliminar possibles impureses que dificultin l'anàlisi.

### Detecció i quantificació

#### Mètodes cromatogràfics
La cromatografia de capa prima va ser el primer mètode cromatogràfic per detectar la vomitoxina. Aquest és un mètode qualitatiu i quantitatiu, a més de ser ràpid i econòmic. Tot i això, implica una preparació prèvia de la mostra, la qual cosa disminueix la seva productivitat. Posteriorment, es va utilitzar el mètode de cromatografia de gasos per detectar vomitoxina, 3-Ac-vomitoxina i 15-Ac-vomitoxina. Aquest mètode es basa en la detecció de productes volàtils. Per aquest mateix motiu, té una certa limitació ja que hi ha moltes micotoxines que no són volàtils i requereixen també d'una preparació abans de poder fer la detecció. El mètode més utilitzat és la cromatografia líquida, que fa la detecció amb tècniques d'espectrometria d'absorció i emissió, de manera que es pot combinar amb detecció de fluorescència (FLD), UV o bé detecció espectromètrica de masses (MS). La cromatografia líquida d'alta resolució acoblada amb l'espectrometria de masses és el mètode d'elecció per fer l'anàlisi de vomitoxina ja que és molt sensible, selectiu i precís. A més, permet detectar el deoxinivalenol i les seves formes acetilades i modificades simultàniament.

#### Mètodes immunoquímics

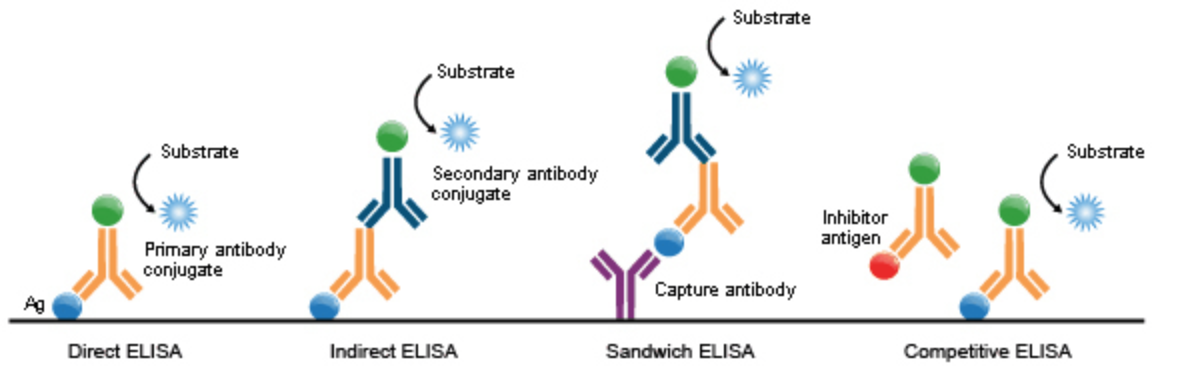
Tipus d'ELISA que es poden realitzar

Els mètodes immunoquímics són utilitzats per al control ràpid de la vomitoxina en aliments. Es basen en la interacció específica entre un antigen i un anticòs. Alguns exemples d'assajos immunoquímics són les tires reactives de flux lateral, els immunosensors i els immunoassaig de polarització de fluorescència. No obstant això, la prova més popular en la rutina dels laboratoris és ELISA ja que és molt ràpida, econòmica i senzilla. L'inconvenient d'aquesta tècnica és que presenta una baixa especificitat, perquè es produeixen interferències amb els anticossos que poden donar lloc a resultats esbiaixats. Per aquest motiu, per confirmar els resultats positius es fa una cromatografia líquida.

## Efectes en organismes
Una de les característiques més destacables d’aquesta toxina és la capacitat de suportar altes temperatures i, per tant, de resistir en fins i tot 170 °C. Aquest fet serà important de tenir en compte a l’hora de cuinar i processar els aliments ja que si aquest procés no es fa correctament, la vomitoxina podrà trobar-se en l'aliment i afectar la salut de la persona o animal que se’l mengi. També haurem de tenir en compte els efectes que aquesta micotoxina pot produir en organismes vegetals com són les plantes.

### En animals

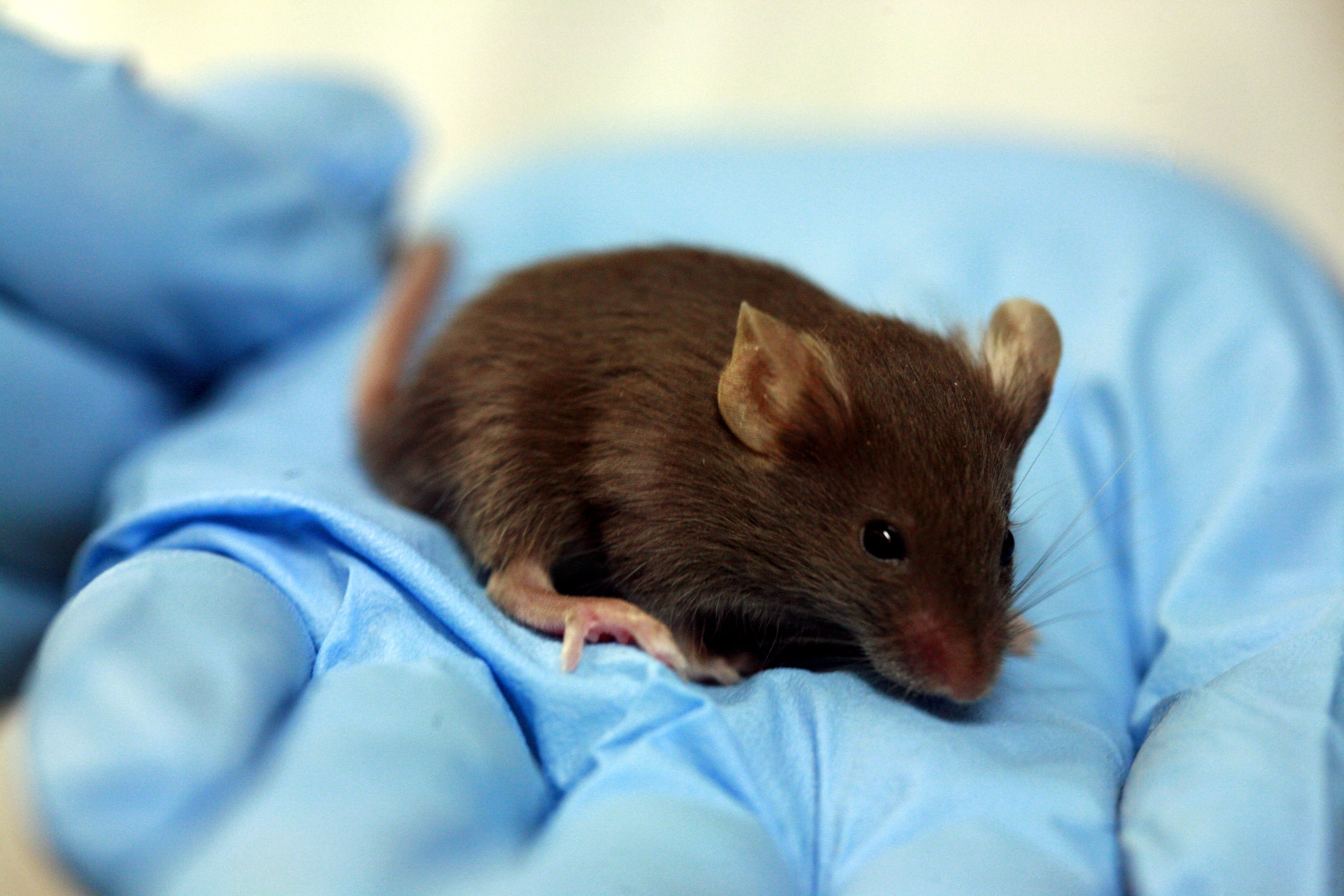
Ratolí de laboratori

De forma general i segons diversos estudis, la exposició a vomitoxina de certs ratolins va causar-los una disminució del pes corporal i també del consum d’aliment. Quant als òrgans, es va poder veure com en alguns dels ratolins exposats a la toxina, el pes de la melsa i el fetge respecte al pes corporal de l’animal variava fent-los proporcionalment una mica més grans. També es va observar la formació de lesions a l'estómac no glandular dels ratolins així com la producció d’un esgotament limfoide del tim, és a dir, una atròfia important d’aquest òrgan. I en animals que s’exposaven a dosis més altes de vomitoxina hi havia una major deposició mitjana d'adipòcits en la medul·la òssia dels seus esterns.

#### Reproducció i teratogènia
En estudis fets amb ratolins femelles de tres mesos d’edat que es trobaven prenyades de 7 o 9 setmanes, es va observar com una vegada s’injectava vomitoxina de forma intraperitoneal, hi havia una alta taxa de mortalitat materna. També es van veure malformacions esquelètiques en els fetus, entre les quals,n exencefalies, fusions de l'arc neural, de vèrtebres i de costelles.

#### A nivell intestinal
La ingesta d'aliment contaminat amb vomitoxina per part de porcs, segons altres estudis, ha permès estudiar quines són les conseqüències que majoritàriament l'intestí d'aquests animals pateixen un cop aquesta micotoxina arriba allà. A nivell molecular, s'ha demostrat que la vomitoxina altera la capacitat d'absorció que l'intestí prim presenta ja que el transportador sodi-glucosa (SGLT-1) és sensible a aquesta substància. Això afectarà directament l'animal en qüestió ja que la glucosa no es pot absorbir correctament i pot comportar problemes nutricionals futurs. La inhibició d'aquest transportador també altera la absorció d'aigua per part de l'intestí, fet que possiblement expliqui la diarrea que es mostra com a principal símptoma en animals que hagin ingerit la micotoxina.
També s'ha observat que el consum d'aliment contaminat amb vomitoxina causa danys histològics en l'aparell digestiu. Les principals lesions que es van observar van ser epitelials com ara atrofia multifocal, fusió de les vellositats, necrosis apical d'aquestes, vacuolació dels enteròcits o edema de la làmina pròpia.

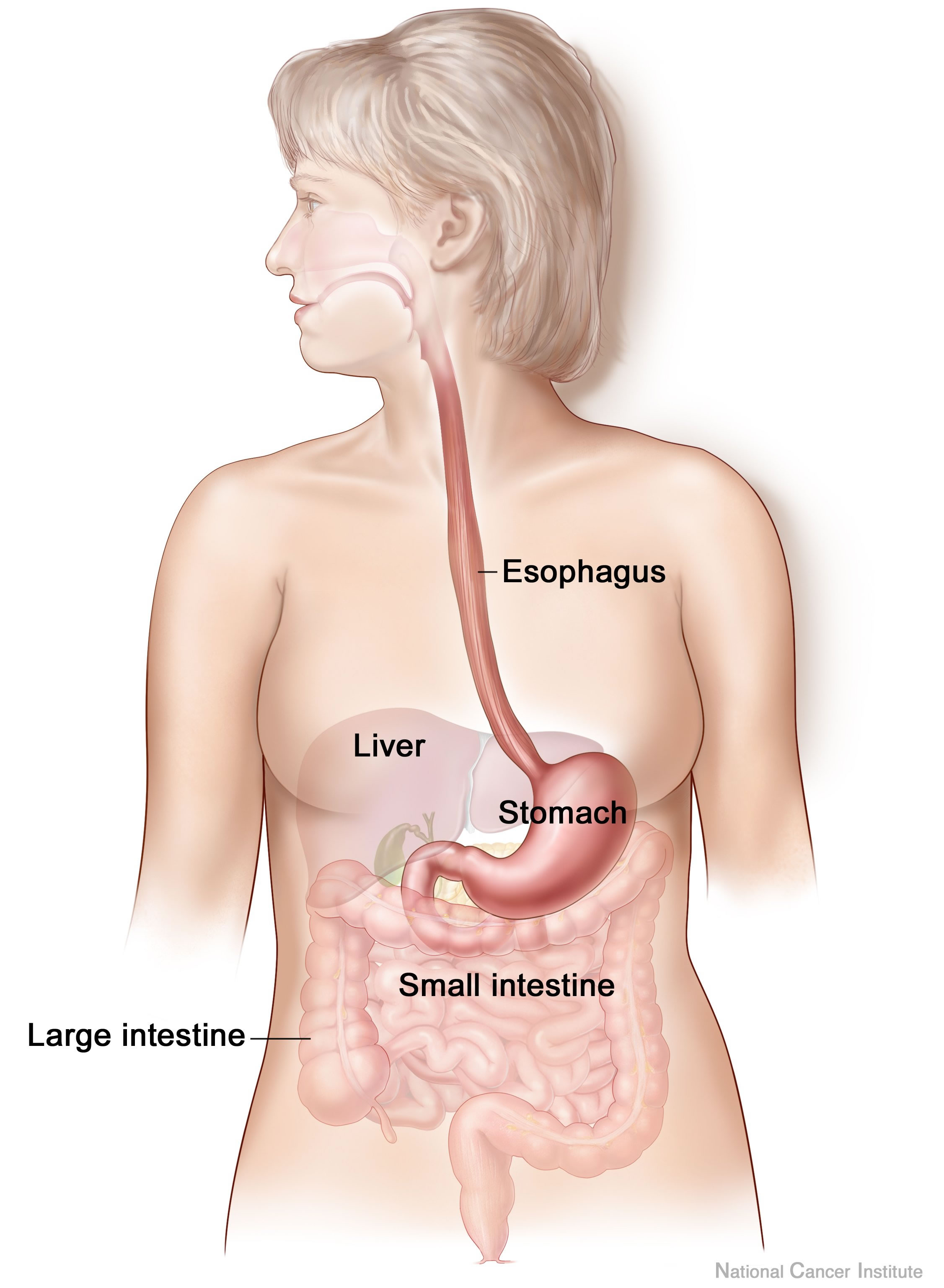
Tracte gastrointestinal, principal diana on afecta la vomitoxina en animals i humans

### En humans
S’han informat de forma constant brots humans degut a l'exposició aguda a vomitoxina sobretot a països asiàtics, encara que aquesta toxina no suposa una preocupació de gran importància per a la salut pública. Tot i això, s’han pogut observar alguns casos d’efectes en què la seva ingestió pot produir vòmits, diarrea, febre, dolor abdominal, malestar general, mareigs, i fins i tot, en el pitjor dels casos deposicions amb sang.
Específicament, la vomitoxina pertany a una classe de micotoxines, els tricotocens, que actuen inhibint fortament certes proteïnes en humans. Un principal efecte que la ingesta d’aquesta substància produeix és la irritació del tracte gastrointestinal, provocant així una disminució de la ingesta d’aliments i, per tant, un efecte anorèxic, encara que també es relaciona amb la formació d'úlceres estomacals en aquestes persones. A nivell cerebral, l'exposició a aquesta toxina fa disminuir la captació del triptòfan i conseqüentment la síntesi de serotonina, fet que també es creu que es relaciona amb l'efecte anorèxic esmentat anteriorment. Una llarga exposició a vomitoxina s’ha associat a una major incidència en el nombre de casos de càncer d’esòfag, ja que aquesta toxina és molt possiblement un factor de risc important en aquest àmbit.
Cal destacar finalment que en els humans, la vomitoxina s’elimina d’una forma característica: primer de tot ha de ser glucoronidada per seguidament poder ser expulsada per l'orina.

### En plantes

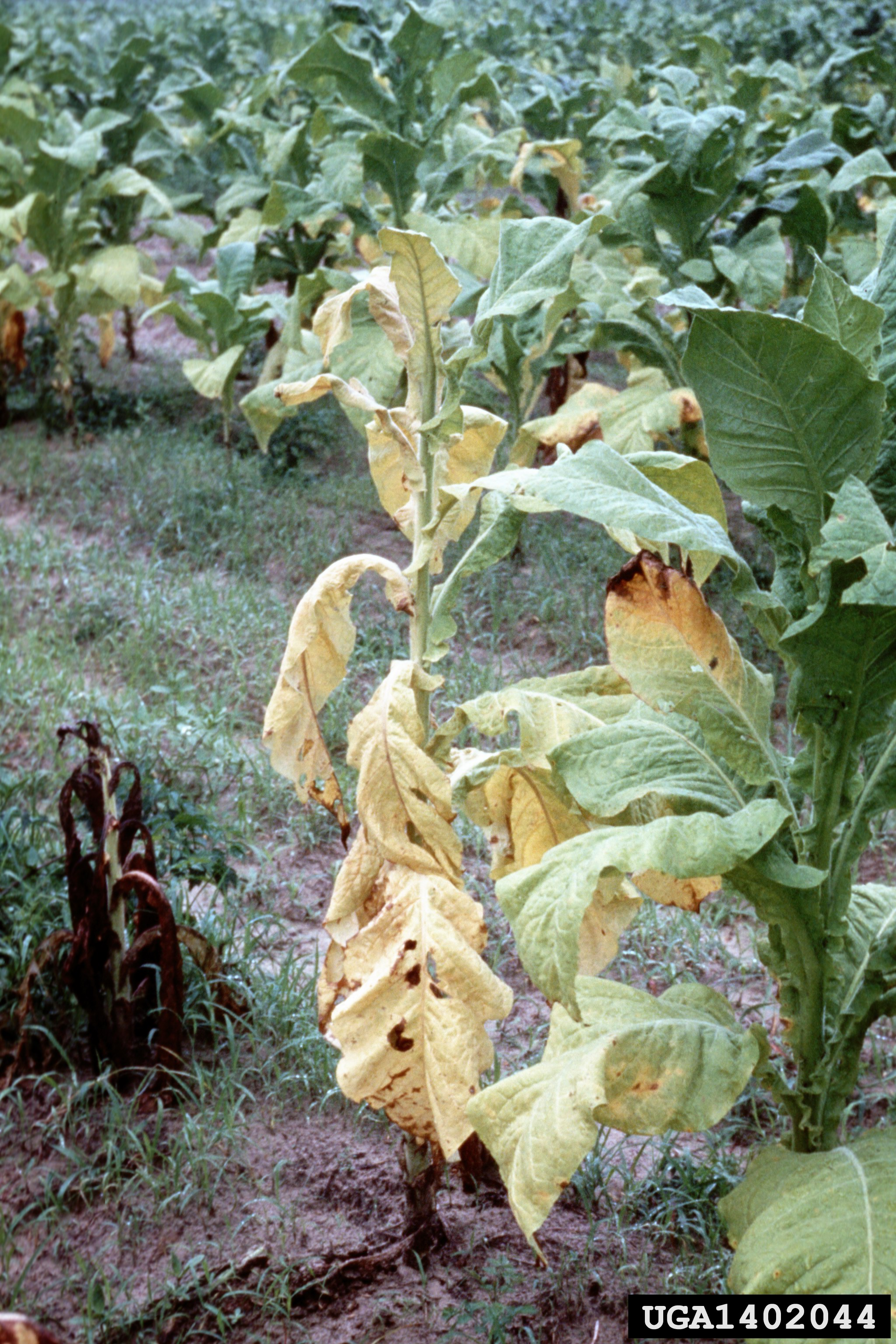
Tabaquera (Nicotiana tabacum) amb fusariosi

De forma global, aquesta toxina en les plantes es sol manifestar amb un pansiment, així com l'aparició de taques marronoses i la mort de les fulles de les plantes on aquesta arribi, encara que també es pot produir la mateixa simptomatologia en altres parts més tendres podent arribar a causar la mort de la planta en sí. Quan la simptomatologia comença en estadis primerencs del desenvolupament de la planta es pot produir de forma molt ràpida aquest pansiment juntament amb una epinàstia (les fulles experimenten una curvatura cap a sota) i una pèrdua de les fulles d'aquesta, encara que també pot arribar a causar la seva mort. Per contra, si la malaltia afecta a plantes que es trobin en estadis de desenvolupament més avançats, la simptomatologia progressa d'una forma més lenta, produint també l'epinàstia mencionada i un retard en el creixement.
La progressió de la malaltia en aquestes plantes com a conseqüència de la vomitoxina i, per tant, per part de fongs del gènere Fusarium, es coneix com a fusariosi. Aquesta comporta en els primers estadis la pèrdua del color verd típic de les fulles de les plantes tornant-se aquestes grogues, i finalment el pansiment esmentat en aquestes fins a arribar a la defoliació. Finalment aquestes terminaran presentant necrosi i la planta afectada pot acabar morint.
Aquesta simptomatologia es caracteritza per ser de tipus asimètrica ja que es produirà primerament en un costat de la planta, a partir del qual progressa cap a la part superior de la tija de la planta, així com el color marronós que anirà presentant aquesta tija on es troben els feixos vasculars per on el fong patogen es desenvolupa a través de la planta infectada.

## Prevenció i control
La majoria de micotoxines són omnipresents i molt estables químicament, per la qual cosa poden romandre durant el procés, emmagatzematge i transport dels aliments. De fet, la vomitoxina és termoestable i una vegada s'ha sintetitzat i es troba present en els productes alimentaris, és difícil d'eliminar. Per aquest motiu, el control d'aquesta micotoxina resideix en la prevenció. Existeixen diversos mètodes preventius per evitar la contaminació durant tota la cadena alimentaria i garantir la seguretat dels consumidors. A més, totes les empreses productores d'aliments han de seguir les bones pràctiques agrícoles (BPA), un conjunt de codis i normes per tal d'assegurar la higiene dels productes primaris i així reduir els factors de risc. Per triar el mètode de prevenció adequat, és necessari conèixer quins són els factors i les condicions ambientals que possibiliten el creixement de microorganismes patògens com Fusarium graminearum i F. culmorum. El més eficaç contra la contaminació per vomitoxines consisteix en aplicar els principis dels sistemes d'anàlisi de perills i punts de control crític (APPCC), els quals garanteixen la innocuïtat alimentària.
Els mètodes de descontaminació poden ser físics, químics, fisicoquímics o biològics.

### Mètodes físics
El rentat és un dels mètodes físics més eficaços per eliminar micotoxines solubles en aigua, com la vomitoxina, ja que gràcies a aquesta qualitat, poden acumular-se en la superfície dels grans. Un altre mètode molt utilitzat és la flotació, el qual es basa en la diferència de densitat del nucli dels grans. A més, també existeixen altres mètodes físics per l'eliminació del DON com la irradiació, la separació mecànica i la classificació òptica, en cas que l'aliment presenti símptomes heterogenis.
Cal tenir en compte que hi ha certs tractaments físics que poden afectar negativament a la qualitat dels aliments.

### Mètodes químics
Hi ha diversos compostos químics que poden ser utilitzats per eliminar micotoxines. No obstant, la UE no els accepta en el processament d'aliments ja que poden disminuir la qualitat d'aquests i alterar de manera negativa les seves propietats organolèptiques. Alguns dels més comuns són l'amoníac, el formol, l'hidròxid de calci, l'hidròxid de sodi, els àcids làctics, acètics i cítrics, i el bisulfit de sodi. L'agent químic per excel·lència contra la vomitoxina és l'ozó.

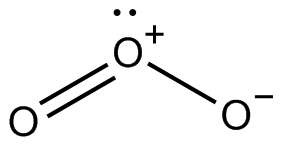
Estructura de la molècula d'ozó

### Mètodes fisicoquímics
La implementació d'adsorbents de micotoxines en l'alimentació és un dels mètodes fisicoquímics cada cop més utilitzat. Aquest permet disminuir el nivell de micotoxines en sang. Els adsorbents són materials inerts que gràcies a les seves propietats fisicoquímiques i estructurals, formen complexes amb les micotoxines a l'intestí. Això provoca una disminució de la seva adsorció i són excretats amb les femtes. Per tant, s'evita el seu efecte tòxic. Hi ha dos tipus d'agents adsorbents, els aluminosilicats i els que presenten un principi orgànic. El primer grup són compostos hidrofílics, per la qual cosa s'utilitzen per eliminar micotoxines d'elevada polaritat.
Els adsorbents que tenen un principi orgànic són: carbonis actius, polímers, extractes de la paret cel·lular de llevats, fibres micronitzades i organoaluminosilicats. La presència de la molècula orgànica permet la modificació de la polaritat de la superfície de les micotoxines menys polars. De manera que es generen llocs d'unió a aquestes micotoxines. L'aluminosilicat específic per eliminar la vomitoxina és la montmoril·lonita modificada amb organòfil.
És necessari triar l'adsorbent adequat per a que el seu efecte sigui eficaç, ja que cadascun té una capacitat d'adsorció específica per a un grup concret de micotoxines.

### Mètodes biològics
El control biològic de micotoxines es basa en processos bioquímics. Es poden utilitzar microorganismes, enzims o fer modificacions genètiques dels fongs per treure'ls la capacitat toxigènica.
L'ús de la catàlisi enzimàtica és un dels mètodes més eficients per la desintoxicació de micotoxines en aliments, degut a la seva elevada especificitat. La vomitoxina sol ser un contaminant de la cervesa durant la seva elaboració. Llavors, es poden incorporar uns enzims específics per eliminar-la. No obstant, la UE encara no ha acceptat l'ús de cap enzim per la descontaminació de micotoxines en productes alimentaris.
L'ús de microorganismes per al control biològic s'ha anat intensificant. Hi ha diversos bacteris i fongs que poden inhibir el creixement de fongs productors de micotoxines. Els més destacats són els bacteris de l'àcid làctic, ja que tenen la capacitat de treure la toxicitat de les micotoxines. Aquest mètode consisteix a inocular bacteris de l'àcid làctic en l'aliment contaminat amb vomitoxina. Llavors, els bacteris s'uneixen a les micotoxines i les inactiven gràcies a la presència de productes antifúngics. Tot i això, el mecanisme d'unió i d'acció encara es desconeix.

## Intoxicacions alimentàries registrades
L'any 1989, dues mostres de pols de blat de moro van ser les culpables d'una intoxicació alimentària humana a la província de Guangxi (Xina). L'any 1991, vuit mostres de blat i dues mostres d'ordi van desencadenar un episodi de trastorns gastrointestinals que va implicar 130.000 persones, sent la mostra de blat la que tenia uns nivells més alts de vomitoxina. En ambdós casos es van avaluar els riscos en els individus que van ingerir els cereals causants de la intoxicació. També es van analitzar per tal de detectar tricotecens com la vomitoxina i fumonisines mitjançant cromatografia de gasos, espectrometria de masses, cromatografia líquida d'alta resolució i assaigs immunològics lligats a enzims. La vomitoxina es va detectar en totes les mostres convertint-se en el tricotè principal (16-51,450 µg/kg). A més es van detectar 2544 µg/kg de 3-acetil-DON en una mostra de blat de moro i 2537 µg/kg de 15 acetil-DON en una mostra de blat.
Del 1993 al 1995 es va donar un brot continu a l'ordi per Fusarium a la part superior del Mig Oest. En conseqüència es van donar nivells preocupants de vomitoxina per als malters i cervesers. Es va fer un estudi per avaluar l'efecte de 7 mesos d'emmagatzematge en diferents condicions de temperatura (–20 °C, 4 °C, 24 °C) i aire (en repòs i forçat) per veure la viabilitat de Fusarium que infesta el gra d'ordi. També es va avaluar la capacitat d'aquest microfong després de l'emmagatzematge i durant el maltatge. El tipus d'emmagatzematge més eficaç per a reduir la seva viabilitat va ser la ventilació forçada a 24 °C, reduint el percentatge de grans afectats d'un 85% a un 66%.
Tot i els escassos casos registrats d'intoxicacions alimentaries causades per la vomitoxina des de la dècada de 1990 a la Xina, el 16 de maig de 2019 hi va haver un brot important a una escola primària de Zhuhai. Molts alumnes van començar a vomitar després d'esmorzar uns fideus crus comercials contaminats amb deoxinivalenol i, per tal de controlar el brot de manera efectiva es va dur a terme una investigació epidemiològica utilitzant la cromatografia líquida d'alta resolució i l'espectrometria de masses per detectar 16 micotoxines de manera simultània. Amb un total de 101 casos detectats, els símptomes principals van ser vòmits i nàusees i el temps mitjà d'incubació va ser d'uns 25 minuts aproximadament després de la ingesta. La concentració de deoxinivalenol als fideus va oscil·lar entre 6856 i 11982 µg/kg.